# Светиков, Юрий Владимирович
Юрий Владимирович Светиков (20 сентября 1947, Москва, РСФСР, СССР) — советский саночник. Участник зимних Олимпийских игр 1972 года.

## Биография
Юрий Светиков родился 20 сентября 1947 года в Москве.
В соревнованиях по санному спорту выступал за московский «Спартак». В 1973 году завоевал бронзовую медаль чемпионата СССР на двухместных санях.
В 1972 году вошёл в состав сборной СССР на зимних Олимпийских играх в Саппоро. В соревнованиях на одноместных санях занял 41-е место, показав по сумме четырёх заездов результат 3 минуты 43,69 секунды и уступив 16,11 секунды победителю Вольфгангу Шайделю из ГДР. В соревнованиях на двухместных санях вместе с Сергеем Осиповым занял 12-е место, показав по сумме двух заездов результат 1.31,12 и уступив 2,77 секунды победителям Паулю Хильдгартнеру и Вальтеру Пляйкнеру из Италии.
В 1973 году участвовал в чемпионате мира, где занял 49-е место в соревнованиях одиночек.
Мастер спорта СССР.
По окончании выступлений стал тренером.